# Buyda phthisica
Buyda phthisica är en insektsart som först beskrevs av Gerstaecker 1885.  Buyda phthisica ingår i släktet Buyda och familjen fångsländor. Inga underarter finns listade i Catalogue of Life.